# Leo McCarey
Leo McCarey (n. 3 octombrie 1898, Los Angeles, California, SUA – d. 5 iulie 1969, Santa Monica, California, SUA) a fost un regizor american de film.

## Filmografie selectivă
- 1928 We Faw Down
- 1928 Should Married Men Go Home?
- 1928 Habeas Corpus
- 1929 Liberty
- 1929 Big Business
- 1930 Wild Company
- 1933 Supa de rață (Duck Soup)
- 1935 Ruggles of Red Gap
- 1937 Cumplitul adevăr (The Awful Truth)
- 1942 O lună de miere (Once Upon a Honeymoon)
- 1944 Going My Way
- 1945 Clopotele bisericii St. Mary (The Bells of St Mary's)
- 1948 Bunul Sam (Good Sam)
- 1949 Love Happy
- 1951 You Can Change the World
- 1957 An Affair to Remember
- 1958 Rally 'Round the Flag, Boys!
- 1962 Satan Never Sleeps